# Augustibuller 1999
Augustibuller 1999 var den fjärde upplagan av musikfestivalen Augustibuller under 1999. Den hade 39 spelande band. Besökarantalet låg på 1 000 personer och festivalen hade fritt inträde.

## Bandlista
| - Alderaan - Ape Grape - Auburn - Bison - Bombshell Rocks - Calm - Christian & Göran Duo - C.D.O.A.S.S.1 - The Cigarres - Circuit - Concrete - The Confusion - David W. | - Dee Dee's - Duel - Dirango 95 - The Funpark Five - Gulzot - Kamtjatka - Litter - Loosegoats - Memory Garden - Mindbomb - Nitro Grandshaker - Plastic Soul - Prins Iggy | - Rapid White Tentacle - Relentless - Reminder - Serial Cynik - Silence - Soul Her Up - Speaker - Stagnance - Un Plugged Grape - Xhale - Yellow Fever - Thomas Åkerberg |

1 CDOASS spelade två gånger på festivalen.

### Inställda band
- Mother Chaos